# Fago M13
El fago M13 es un bacteriófago filamentoso compuesto por una única molécula de ADN monocatenario circular la cual tiene aproximadamente 6407 nucleótidos de longitud; esta molécula se encuentra encapsulada en una cubierta proteica formada por aproximadamente 2700 copias de la proteína mayor de recubrimiento P8, y encapuchada en los extremos por cinco copias de dos diferentes proteínas de recubrimiento menores (P9, P6, P3). La proteína de recubrimiento menor P3 permite que el fago se una a un receptor presente en la punta de los pilli del hospedador Escherichia coli. La infección con bacteriófagos filamentosos no es letal para las bacterias; sin embargo la infección causa placas turbias en los cultivos de E. coli. Aunque no se trata de un virus lítico, si se ha observado una disminución en la velocidad de reproducción de las células infectadas. Los plásmidos M13 llamados fagémidos son utilizados en numerosos procesos de recombinación de ADN, y el virus ha sido estudiado por las posibles aplicaciones en nanoestructuras y nanotecnología de los principios que dominan su proceso de encapsulamiento.

## Estructura del fago
La cubierta proteica del fago se encuentra formada primariamente por un ensamble de monómeros de una proteína formada por 50 aminoácidos llamada pVIII (o p8), la cual se encuentra codificada por el gen VIII (o g8) en el genoma del fago. Un fago M13 de tipo silvestre emplea aproximadamente unas 2700 copias de la proteína p8 para formar la cubierta que, típicamente, tiene aproximadamente 900 nm de longitud. Sin embargo, las dimensiones de la cubierta son flexibles y el número de monómeros de p8 utilizados para formarla se pueden ajustar para empacar correctamente el tamaño del genoma de cadena simple que lo forma. Por ejemplo, cuando el genoma del fago se muta para reducir el número de bases de ADN (de 6,4 kb a 221 pb), el número de copias de p8 utilizadas para empacarlo se reduce a menos de 100, provocando que la cubierta de p8 se ajuste para acomodar el genoma reducido. Aparentemente existe una limitación en la capacidad del fago para contener material genético que está en torno al doble de su contenido normal de ADN. Sin embargo, la deleción del gen que codifica para la proteína p3 del fago previene que este pueda escapar de su hospedador E. coli, y en estas condiciones es posible encontrar dentro de la célula hospedadora fagos con una longitud de entre 10 y 20 veces la longitud normal, partículas víricas que poseen varias copas del genoma del fago.
Existen también otras cuatro proteínas en la superficie del fago, dos de las cuales han sido extensamente estudiadas. En uno de los extremos del filamento hay cinco copias de la proteína de superficie pIX (p9) y de su proteína acompañante pVII (p7) que se encuentra más profundamente enclavada en la cubierta proteica del fago. Si fuera posible comparar a la proteína p8 con el material del cual está formada el asta del bastón que es el fago, entonces p7 y p9 forman el pomo que es posible ver en las microfotografías. Estas proteínas son muy pequeñas, conteniendo 33 y 32 aminoácidos respectivamente, sin embargo es posible añadir residuos a la porción terminal de cada una, ya que esta porción se encuentra presente en la parte exterior de la cubierta. En el otro extremo del fago hay cinco copias de la proteína pIII (p3) expuestas en la superficie y de la proteína accesoria pVI (p6) la cual se encuentra un poco menos expuesta. Estas forman el extremo redondeado del fago y son las primeras proteínas en interaccionar con el hospedador E. coli en el momento de la infección. La proteína p3, es además el último punto de contacto con el hospedador cuando la partícula viral abandona la superficie bacteriana.

## Ciclo vital del fago
Las etapas generales del ciclo de vida viral son: infección, replicación del genoma viral, ensamble de nuevas partículas virales, y liberación de la progenie de partículas del microorganismo hospedador.

### Infección
Los fagos filamentosos utilizan una estructura bacteriana conocida como pilus F para infectar a E. coli. La proteína p3 del extremo del fago se ancla a la proteína To1A del pilus bacteriano permitiéndole al fago transferir su genoma hacia el citoplasma de la bacteria, donde las enzimas de la maquinaria metabólica bacteriana convierten el genoma formado por una cadena simple de ADN (llamada cadena positiva o +), en la forma replicativa (FR) de ADN doble cadena. Esta forma replicativa sirve además de molde para la expresión de los genes virales.

### Replicación del genoma
El ADN de fago que entra en la célula es de cadena sencilla y se lo suele llamar "hebra +". Apenas penetra en la célula, la ARN polimerasa de la célula hospedadora sintetiza un cebador en el origen de replicación. La ADN polimerasa de la célula hospedadora empieza a sintetizar la cadena complementaria que se denomina "hebra -". Cuando la Pol III encuentra el cebador se disocia del ADN. Luego la ADN Pol I con actividad exonucleasa 5'elimina el cebador y llena la brecha. Finalmente la ligasa suelda los dos tramos de ADN recién sintetizados. La síntesis de la cadena - da lugar a un ADN de doble cadena llamado "forma replicativa".
Dos productos de los genes del virus cumplen un rol crítico en esta etapa del ciclo de vida del fago: Estos son la proteína pII (p2) que  es una endonucleasa y provoca una "muesca" en el genoma viral cuando se encuentra en su forma de doble cadena, para posibilitar la iniciación en la replicación de la cadena + y permanece unida al fosfato en el extremo 5' dejando el extremo 3' libre. Sin la presencia de p2, no se puede producir la replicación del fago. Las enzimas de la bacteria hospedadora van completando las cadenas + con su cadena complementaria formando de esta manera múltiples copias del ADN viral en su forma de doble cadena. La proteína pV (p5) compite con la formación de ADN de doble cadena secuestrando copias sencillas de la cadena + formando un complejo nucleoproteico que servirá de núcleo para la formación de nuevas partículas virales.
La proteína Rep del huésped es una helicasa que ayuda a desenredar el ADN en el punto donde se encuentra la muesca. La ADN Pol III del anfitrión utiliza extremo 3' libre como un cebador para la síntesis de una nueva hebra +, mientras que la vieja se quita. Una vez completada la replicación se obtienen dos moléculas de ADN: una circular de doble cadena y una de cadena sencilla, sobre esta última actúa la proteína p2 soldando el extremo 5 'y 3' por medio de una reacción de transesterificación recreando de esta forma una hebra +. Este proceso continúa hasta que se empieza a acumular p5. Esta proteína se une al ADN de cadena sencilla + y evita que se siga replicando.
Existe además una proteína adicional codificada por el genoma del fago, la pX (p10), que es importante para regular el número de genomas de doble cadena en el hospedador bacteriano. Sin la proteína p10 no se acumulan cadenas +. Lo que resulta particularmente interesante con respecto a esta proteína es que es idéntica a la porción carboxilo terminal de p2, ya que el gen que codifica para p10 se encuentra de hecho dentro del gen p2 y la proteína surge de una iniciación diferencial de la transcripción dentro del gen de p2. Esto hace que la manipulación de p10 se encuentre inextricablemente unida a la manipulación de p2 (un verdadero dolor de cabeza desde el punto de vista de la ingeniería) pero esto logra una estructura genética sumamente compacta y eficiente en la naturaleza.

### Ensamblaje de las partículas virales
La maduración del fago requiere de las proteínas pIV (p4), pI (p1) codificadas también en el genoma viral, y de la proteína pXI (p11). Esta última es una proteína codificada por el mismo gen pI, y es producto de un punto de iniciación de transcripción diferencial. En la membrana externa de la bacteria se ensamblan múltiples copias (generalmente entre 12 y 14) de p4 para formar una estructura estable con forma de barril. En forma similar un puñado de p1 y p11 (5 o 6 copias de cada una) se ensamblan en la membrana interna de la bacteria, y la evidencia genética sugiere que las porciones C terminales de p1 y p11 interaccionan con la porción N terminal de p4 en el periplasma. Estas proteínas en conjunto, p1, p11, p4; forman un complejo en forma de canal a través del cual el fago maduro es secretado de su hospedador bacteriano.

### Excreción
Para iniciar la secreción del fago, dos de las proteínas menores de la envoltura: p9 y p7, interactúan con el complejo formado por ADN monocatenario y p5 a la altura de la región del ADN llamada secuencia de empaque (también conocida como secuencia PS). Entonces las proteínas p5 que recubren la hebra de ADN monocatenario son reemplazadas por las proteínas p8 que se encuentran empotradas en la membrana celular de la bacteria y el fago en crecimiento es "hilado" al atravesar el canal formado por p1, p11 y p4. Este proceso de reemplazo de p5 por p8 explica la evidencia de microfagos presentada anteriormente indicando como es que el tamaño de la partícula viral se encuentra determinado por el número de bases empacadas dentro del fago. Una vez que el ADN viral se encuentra completamente recubierto con p8, se finaliza la secreción añadiendo los capuchones p3/p6 y el fago se desprende de la superficie bacteriana.

## Replicación enE. coli
Debajo se listan los pasos involucrados en la replicación del fago M13 en el anfitrión E. coli.
- La cadena de ADN viral (+) entra al citoplasma.
- Las enzimas bacterianas sintetizan la cadena complementaria (-).
- La ADN girasa, una topoisomerasa tipo II, actúa sobre el ADN de doble cadena y cataliza la formación de superenrrollamientos de ADN doble cadena.
- El producto final es la forma replicativa (RF) parental de ADN.
- Una proteína del fago, pII, hace una muesca en la cadena RF (+).
- El extremo 3'-hidroxilo actúa como cebador en la creación de una nueva cadena viral.
- La pII forma cadenas circulares a partir de la cadena (+) viral.
- Se produce un reservorio de moléculas RF de doble cadena como progenie.
- La cadena (-) de la RF funciona como molde para la transcripción.
- Los ARNm son traducidos a proteínas del fago.
- Los dímeros pV unen a las cadenas simples de ADN recién sintetizadas, y previenen la conversiónn de estas a ADN RF.
- La síntesis de ADN RF continúa hasta que pV alcanza una concentración crítica
- La replicación del ADN cambia hacia la síntesis de ADN viral (+) de simple cadena.
- Se forman estructuras de pV-ADN de aproximadamente 800 nm de longitud y 8 nm de diámetro.
- Los complejos pV-ADN sirven como sustrato para la reacción de ensamble del fago.

## M13 como vector de clonación
Dado que el ADN de M13 es monocatenario, este bacteriófago es un vector conveniente para la clonación de ADN. La longitud de su genoma no es fijo y por lo tanto es capaz de aceptar ADN extraño sin comprometer la viabilidad del fago. Un vector de clonación particular que explota el ciclo de vida del fago M13 se llama "fagémido".
El fagémido es una molécula circular de ADN de doble cadena de plásmido que contiene un origen de replicación (ori V) y el origen de replicación de M13 pero que no contiene los genes que codifican para las proteínas estructurales del fago. En un fagémido se puede clonar una secuencia de ADN de interés que se desea que se exprese en una población de células mediante la explotación de la infección por fagos. Debido a que el fagémido contiene solo el origen de replicación de fago, es incapaz de generar las proteínas estructurales necesarias para el ensamblaje del fago y para el empaquetamiento del ADN dentro de él. Por esta razón, se utiliza el fago auxiliar M13K07. Este fago contiene un origen de replicación y de codificación para todas las proteínas estructurales necesarias para el montaje de la forma infectiva del fago. Cuando las células que contienen el fagémido se superinfectan con M13K07, la Gp2 producida por los genes del M13K07 reconoce como secuencia de origen de fago a la que se encuentra presente en el fagémido por lo que en consecuencia es capaz de replicarse y de empaquetarse junto con las proteínas estructurales codificadas por el fago auxiliar.

## Otras investigaciones
George Smith, entre otros, mostró que los fragmentos producidos por la endonucleasa EcoRI pueden ser soldados en un sitio Bam único de los fagos filamentosos f1, y por lo tanto resultar expresados en el gen III; cuya proteína pIII resulta accesible desde el exterior. Éste no es el único sitio Bam existente en el gen III de M13.
Se puede modificar al M13 para obtener diferentes sitios de inserción accesibles, haciéndolo útil en su flexibilidad para el manejo de insertos de diferente tamaño.
Debido a que el sistema de expresión M13 permite una gran flexibilidad en la localzación y número de proteínas recombinantes que pueden obtenerse del fago, es una herramienta popular para la construcción e investigación de nanoestructuras. por ejemplo, el fago puede ser genéticamente modificado para expresar proteínas diferentes en sus extremos y en su segmento medio. Esto puede ser utilizado para ensamblar estructuras tales como nanocables de oro u óxido de cobalto para la fabricación de baterías, o para empacar nanotubos en forma de manojos orientados para su utilización en celdas fotovoltaicas.

## Enlaces
- 20.109(S07): Comenzando la ingeniería de genomas (en inglés)
- Expresión en fagos: Un manual de laboratorio (en inglés)
- Messing, J (1993), M13 Cloning Vehicles: Their Contribution to DNA Sequencing, «M13 cloning vehicles. Their contribution to DNA sequencing.», Methods Mol. Biol. 23: 9-22, ISBN 0-89603-248-5, PMID 8220775, doi:10.1385/0-89603-248-5:9. Included in DNA Sequencing Protocols by Griffin, Annette M.; Griffin, Hugh G. (large 21mb file)